# LAST HERO
「LAST HERO」（ラストヒーロー）は、日本のロックバンドであるBLUE ENCOUNTの楽曲。同バンド6枚目のシングルとして、2016年11月23日にKi/oon Musicから発売された。

## 概要
初回生産限定盤特典のDVD内容は、7月10日に熊本B.9 V1で行われた「TOUR2016 THANKS 〜チケットとっとってっていっとったのになんでとっとらんかったとっていっとっと。熊本ワンマンてや？そりゃよかばい!〜」のLIVE映像とBLUE ENCOUNTが地元熊本を散歩した様子をメンバーの解説で収録されている。

## 収録曲

### 初回生産限定盤
CD 
1. LAST HERO 
  - 日本テレビ系 土曜ドラマ『THE LAST COP/ラストコップ』主題歌。後の2019年に、これのタイアップ元と同じく日本テレビ系土曜ドラマ、唐沢寿明主演である『ボイス 110緊急指令室』の主題歌（『バッドパラドックス』）も担当した。
2. WINNER
3. 夢花火 piano & strings special ver.

 DVD 
1. HEEEY!
2. 夢花火
3. だいじょうぶ
4. ブル散歩 -熊本編-

### 通常盤
1. LAST HERO
2. ANSWER 2016.10.9 at LIVER’S 武道館
3. YOU 2016.10.09 at LIVER’S 武道館